# Орландо Енгелар
Орландо Енгелар (нід. Orlando Engelaar, нар. 24 серпня 1979, Роттердам) — нідерландський футболіст, півзахисник клубу «Мельбурн Гарт» та, в минулому, національної збірної Нідерландів.

## Клубна кар'єра
Народився 24 серпня 1979 року в місті Роттердамі. Вихованець футбольної школи клубу «Феєнорд».
У дорослому футболі дебютував 2000 року виступами за команду клубу «НАК Бреда», в якій провів чотири сезони, взявши участь у 98 матчах чемпіонату.  Більшість часу, проведеного у складі «НАК Бреда», був основним гравцем команди.
Згодом з 2004 по 2009 рік грав у складі команд клубів «Генк», «Твенте» та «Шальке 04».
До складу клубу ПСВ приєднався 2009 року. Відтоді встиг відіграти за команду з Ейндговена 71 матч в національному чемпіонаті.

## Виступи за збірну
У 2007 році дебютував в офіційних матчах у складі національної збірної Нідерландів. Провів у формі головної команди країни 14 матчів.
У складі збірної був учасником чемпіонату Європи 2008 року в Австрії та Швейцарії.